# Eupithecia marginata
Eupithecia marginata là một loài bướm đêm trong họ Geometridae.